# 新潟県道245号東飛山名立線
新潟県道245号東飛山名立線（にいがたけんどう245ごう ひがしひやまなだちせん）は、新潟県上越市内を通る一般県道である。

## 概要

### 路線データ
- 起点：新潟県上越市名立区東飛山字大郷屋道下（林道南葉山線交点）
- 終点：新潟県上越市名立区名立大町字川端町（国道8号交点）

## 地理

### 通過する自治体
- 新潟県上越市

### 接続する道路
- 林道南葉山線（起点：上越市名立区東飛山字大郷屋道下）
- 国道8号（終点：名立大橋東詰交差点）

### 周辺
- えちごトキめき鉄道 名立駅
- 上越地域消防事務組合 上越北消防署 名立分遣所
- 上越市役所 名立区総合事務所（旧・名立町役場）
- 上越市立名立中学校
- 上越市立宝田小学校
- 上越信用金庫 名立支店
- 越後森郵便局
- 名立郵便局
- 道の駅うみてらす名立
- 名立海水浴場
- 岩屋堂観音堂
- 久比岐県立自然公園